# Ankh

Biểu tượng Ankh

Ankh (tiếng Ai Cập: ˁnḫ, "Thập tự có tay cầm") là một ký tự tượng hình của Ai Cập cổ đại biểu trưng cho "cuộc sống". Đây là một trong những biểu tượng quyền lực nhất và xuất hiện như một họa tiết trang trí trong mọi phù điêu hay trên các bức tượng.
Hầu hết các vị thần Ai Cập đều cầm một biểu tượng ankh và một vương trượng trên tay của họ, kể cả các pharaon - người luôn tự xem mình là một vị thần. Riêng thần chết Osiris, ông thường được miêu tả là cầm mỗi ankh trong mỗi bàn tay, với 2 cánh tay đan chéo qua ngực.
Biểu tượng ankh rất phổ biến đến nỗi nó đã được tìm thấy ở cả vùng Lưỡng Hà và Ba Tư xưa kia, thậm chí cả trên con dấu của vua Hezekiah của xứ Judah. Ankh vẫn trở nên phổ biến vào thập niên 1960 và liên quan tới những tôn giáo thần bí.

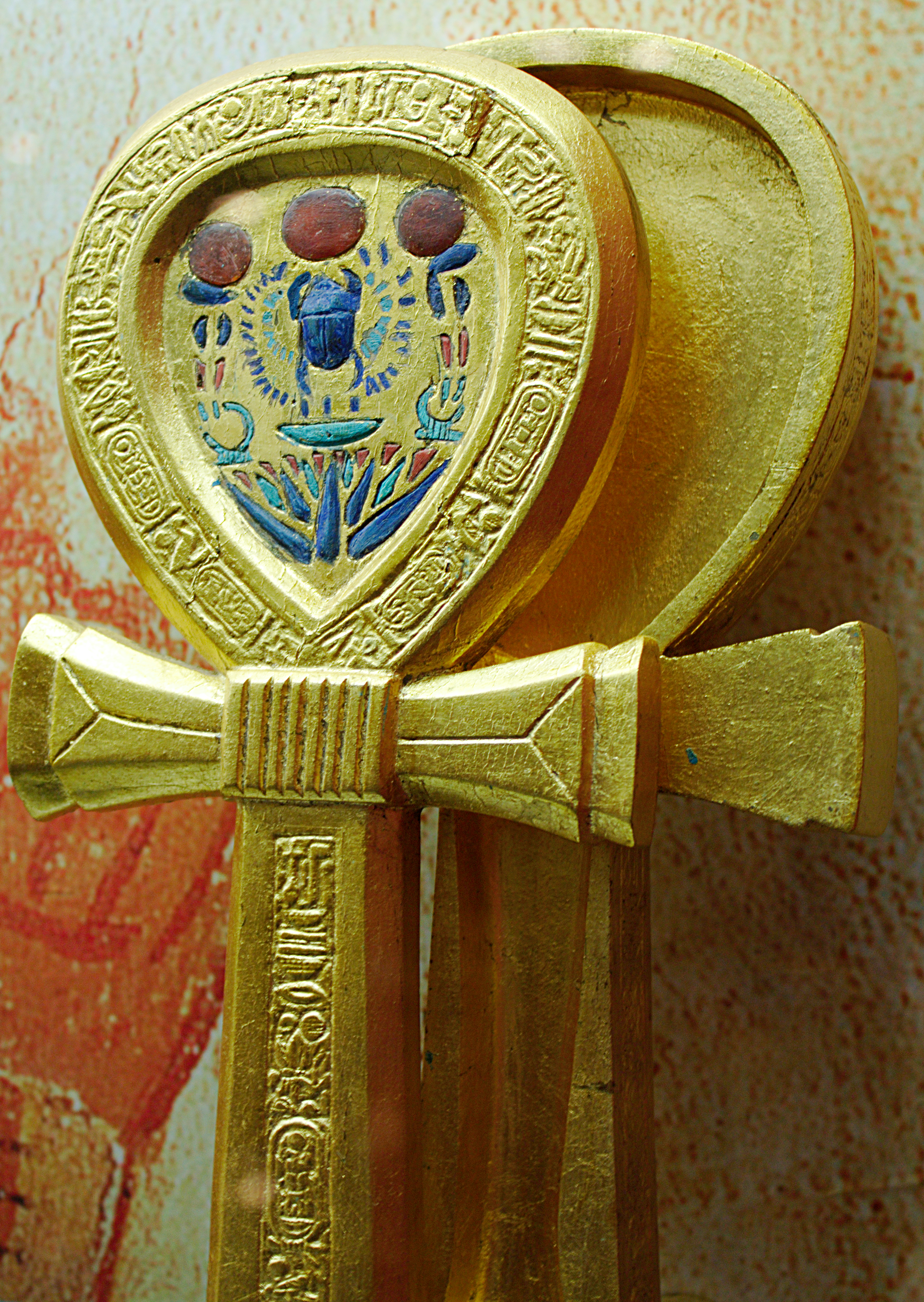
Cái vỏ đựng gương soi hình ankh

## Nguồn gốc

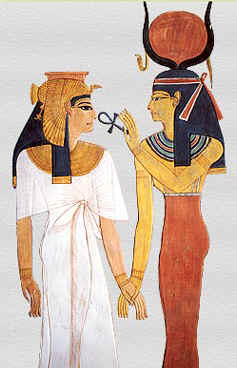
Nữ thần Hathor trao cho hoàng hậu Nefertari biểu tượng ankh

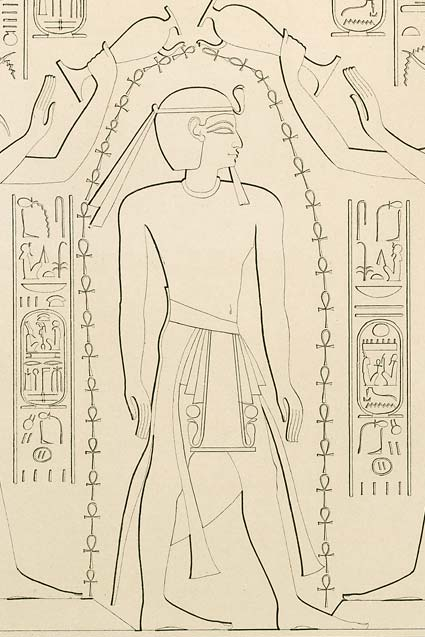
Ramesses XI được thanh tẩy dưới dòng nước ankh